# Ross Wallace
Ross Wallace (født 23. maj 1985 i Dundee, Skotland) er en skotsk tidligere fodboldspiller (kantspiller). Han spillede én kamp for Skotlands landshold, en venskabskamp mod Japan 10. oktober 2009.
På klubplan startede Wallace sin karriere hos Glasgow-storklubben Celtic, og vandt både det skotske mesterskab og FA Cuppen med klubben. Senere spillede han en årrække i England, og var med til at rykke Sunderland op i den engelske Premier League. Han stoppede sin karriere i 2020.

## Titler
Skotsk mesterskab
- 2006 med Celtic

Skotsk FA Cup
- 2004 med Celtic

Skotske Liga Cup
- 2006 med Celtic